# План (благотворителна организация)
Вижте пояснителната страница за други значения на План.
План е международна организация за развитие, действаща в 51 държави в Африка, Азия и Америка и целяща популяризирането и защитата на правата на детето.
Неправителствената организация е длез най-големите ориентирани към децата организации за развитие, работеща с 58 000 общности и 600 000 доброволци за подобряването качеството на живот на над 56 млн. деца. Има 21 национални организации, отговарящи за събирането на дарения и повишаването на осведомеността в съответните държави.
Организацията набляга на обществения ангажимент и собственост като средства за адресиране нуждите на децата в света. Организацията съсредоточава усилията си върху образование, икономическа сигурност, осигуряване на чиста вода и канализация, здравеопазване, сексуално здраве (включително СПИН, спешни случаи, защита и участие на децата. Тя предлага тренинги за подготовка за бедствия, реакция и възстановяване и е работила за възстановяването в държави като Хаити,  Колумбия и Япония.

## История
Организацията „План“ е създадена през 1937 година, по време на Испанската гражданска война, от британския журналист Джон Лангдън-Дейвис и работещият благотворително Ерик Мъгъридж (Eric Muggeridge). След като виждат деца, оставащи сираци заради конфликта, те основават организацията „План приемни родители за децата в Испания“ ((Foster Parents Plan for Children in Spain), която по-късно променя името си на План интернешънъл. В началото организацията предоставя храна, убежище и дрехи на деца, засегнати от войната.

### Испанска гражданска война
По време на Испанската гражданска война през 1937 година, около 11 000 бежанци преминават дневно през гара Сантандер. Много от тях са деца, останали сираци. Сред тях е дете, чиито баща е написал с молив следната бележка:
Това е Хосе. Аз съм баща му. Когато Сантандер падне, аз ще бъда застрелян. Моля който намери сина ми, да се грижи за него заради мен (This is José. I am his father. When Santander falls I shall be shot. Whoever finds my son, I beg of him to take care of him for my sake.)
Джон Лангдън-Дейвис среща осиротялото момче и бива вдъхновен да основе организацията „План приемни родители за децата в Испания“, целяща да помогне на деца, засегнати от войната. Организацията се разширява и помага на деца от Европа, които са принудени да напуснат населените си места заради войната.

### Хронология
- 1930-те – „План“ е основана като „План приемни родители за децата на Испания“
- 1940-те – По време на Втората световна война организацията става известна като „Приемни родители за деца на войната“ (Foster Parents Plan for War Children) и работи в Англия, помагайки на разселени деца от Европа. След войната, „План“ разширява помощта си и достига деца във Франция, Белгия, Италия, Нидерландия, Германия, Гърция и за кратко в Полша, Чехословакия и Китай.
- 1950-те – Вследствие на възстановяването на Европа, „План“ постепенно прекратява дейността си в тези страни и открива дейност в по-слабо развити държави. Става известна като „План приемни родители“ (Foster Parents Plan Inc.), целейки да представи целта си да донесе постоянна промяна на деца в нужда, независимо от обстоятелствата.
- 1960-те – „План приемни родители“ разширява дейността си към държави от Южна Америка и Азия. През 1962 година първата дама на САЩ Жаклин Кенеди Онасис е почетна председателка по време на сребърния юбилей на „План“.
- 1970-те – През 1974 година глобалното име на организацията става „План интернешънъл“, тъй като дейността ѝ вече включва Южна Америка, Азия и Африка.
- 1980-те – Белгия, Великобритания, Германия и Япония се присъединяват към Канада, САЩ, Австралия и Нидерландия като страни-дарители. „План“ бива призната от Икономическия и социален съвет на ООН
- 1990-те – Офиси на „План“ са открити във Франция, Норвегия, Финландия, Дания, Швеция и Република Корея.
- 2000-те – Името „План интерншънъл“ се променя на „План“ и е създадена обединена глобална идентичност, целяща по-лесното разпознаване на организацията в света.

## Финансиране и отчетност
По-голямата част от приходите на „План“ са от поддръжници, подпомагащи деца, а останалата част бива събрана чрез дарения и стипендии. Средно 80% от тези пари отиват директно за подкрепа на дейността по развитието на „План“, въпреки че сумата, достигаща директно до бенефициентите може да спадне до 41%. ) Остатъкът бива разходен за инициативи за събиране на пари и поддържането на международна мрежа от поддържащ персонал. „План“ публикува годишни отчети за приходните и разходните си дейности. 
Придържа се към няколко международни стандарта и механизми за осигуряване на качеството, включително Международната харта за задължение към отчетност на неправителствени организации (International Non-Governmental Organisations (INGO) Commitment to Accountability Charter и Кодекса за поведение на Международния червен кръст и Движението „Червен полумесец“ и неправителствени организации за помощ при бедствия. 

## Child-Centred Community Development
„План“ се придържа към центрирания към детето обществен подход (Child-Centred Community Development (CCCD)).

## Известни хора, свързани с „План“
Снималият се в Беднякът милионер Анил Капоор е посланик на „План“ за Индия. Той дарява целия си хонорар за филма на кампанията на „План“ „Универсална регистрация при раждане“ (Universal Birth Registration.  Звездите от Беднякът милионер Дев Пател и Фрида Пинто са сред актьорите от филма, участвали в представянето на филма в Съмърсет хаус (Somerset House) в Лондон, където са събрани над 2000 британски лири за дейността на „План“ в Мумбай, където филмът е сниман.
В САЩ сред хората, свързани с „План интернешънъл“ са Жаклин Кенед, Дейвид Елиът, Бо Бриджис (Beau Bridges), Дина Истуд (Dina Eastwood), Скот Бакула, и Никълъс Д. Кристоф (Nicholas D. Kristof), също детски спонсор.  През 2015 година Мо'не Дейвис (Mo'ne Davis), заедно с марката M4D3 (Make A Difference Everyday, „Прави разлика всеки ден“) създава колекция кецове за момичета, част от приходите от които отиват за кампанията „Защото съм момиче“ (Because I Am a Girl) на „План“. 